# Canoë-club d'Avranches
Le Canoë-club d'Avranches est une association sportive de canoë-kayak, basée à Avranches, en France.

## Personnalités

### Joueurs de kayak-polo
Équipe masculine senior N1 en 2010
- Guillaume Beaufils
- Mathieu Lefrançois (membre de l'équipe de France -21 hommes, vice-champion d’Europe espoir en 2009)
- Romain Guesdon (membre de l'équipe de France espoir de kayak-polo masculin de 2005 à 2008, vice champion d'Europe espoir en 2005, champion du monde espoir en 2006, champion d'Europe espoir en 2007, vice champion du monde espoir en 2008 )
- Landry Piquet (membre de l’équipe de France -21 Hommes, vice-champion du monde espoir en 2010, champion d'Europe espoir en 2011)
- David Jean
- Laurent Debieu (membre de l'équipe de France sénior, champion du monde en 2006, 3e des championnats d'Europe en 2007, Entraineur de l'équipe de France -21 homme, vice-championne d’Europe en 2009, vice-championne du monde en 2010, championne d'Europe en 2011, championne du monde en 2012, championne d'Europe en 2013)
- Maxime Vauprès (membre équipe de France -21 hommes, vice-champion du monde espoir en 2008)
- Adrien Hurel (membre équipe de France -21 hommes, champion du monde espoir en 2006, champion d’Europe espoir en 2007)

Équipe masculine – de 21 France Hommes
- Landry Piquet

équipe masculine senior N2 en 2010
- Alexandre Bramtot
- Florian Laville
- Thomas Thieulent
- Hugo Laville
- Maxime Poulain
- Pierre-Marie Droit
- Nicolas Roussel

## Résultats sportifs

### Kayak-polo Sénior Dames
Coupe de France
- Médaille d'or Coupe de France 2008
- Médaille d'argent Coupe de France 2007
- Médaille d'or Coupe de France 2006
- Médaille de bronze Coupe de France 2003

### Kayak polo cadets
- Vainqueurs de la Coupe de France cadets, 2008
- Vainqueurs du Championnat de France cadets 2008